# Jevgēņijs Saproņenko
Jevgēņijs Saproņenko (russisk: Евгений Сапроненко, Evgenij Sapronenko; 11. november 1978 i Riga i Lettiske SSR) er en lettisk gymnast med russisk baggrund. Hans bedste disciplin er spring over hest, hvor han vandt sølvmedaljer ved VM i gymnastik i 1999 og 2001 samt Sommer-OL 2004. Han har også vist gode resultater i øvelser på gulv.